# أرت ماك إيوان
أرت ماك إيوان هو لاعب كرة قدم كندي، ولد في عقد 1920. لعب مع ساسكاتشوان رافريدرز.

## وصلات خارجية
- أرت ماك إيوان على موقع JustSportsStats.com (الإنجليزية)